# 岡田圭右の出た!PARGOLF!
岡田圭右の出た!PARGOLF!（おかだけいすけのでた!ぱーごるふ!）は2023年4月2日から9月24日までBS12トゥエルビで放送されたゴルフバラエティ番組である。
放送時間は日曜18:30 - 19:00（ただし7月30日は18:00 - 18:30、最終回の9月24日は『BS12 プロ野球中継』を放送することから16:00 - 16:30）。

## 概要
『ゴルフ女子 ヒロインバトル』の後番組としてスタートした。
MCにますだおかだの岡田圭右を迎えMCの岡田が夢のパープレイを目標に、レベルアップを目指した。
番組では、毎月課せられる様々なミッションに臨みながら、テクニック、メンタル、コースマネジメントの腕を磨いた。
ゴルフの腕前・性別・世代を問わず、あらゆるゴルファーに向けたゴルフバラエティだった。
ゲスト、コースが月替わりであるのは『ゴルフ女子 ヒロインバトル』と同じだが新たに男性のゲストを迎えた。
番組は半年（2クール）で終了し、2018年スタートの『戦略のゴルフ』、2021年スタートの『ゴルフ女子 ヒロインバトル』と続いてきたBS12制作のゴルフ番組はひとまず終了した。
放送終了後1カ月間はTVerでも配信された。

## 放送リスト
- 第1回 - 第4回（4月）「ツヨカワ女子とペアマッチ」（栃木県都賀カントリークラブ[1]）：岡田圭右（ますだおかだ）、米澤有プロ、瀬戸晴加、石井里奈、星向日葵、くるみっきー
- 第5回 - 第8回（5月）「ゴルフプレーカードゲームで対決」（千葉県勝浦ゴルフ倶楽部[2]）：岡田圭右（ますだおかだ）、稲村亜美、星向日葵、くるみっきー
- 第9回 - 第12回（6月）「五十嵐亮太参戦ペアマッチ」（千葉県勝浦ゴルフ倶楽部）：岡田圭右（ますだおかだ）、五十嵐亮太、本明夏、緒方咲、坪井ミサト、mina
- 第13回 - 第16回（7月）「さらば青春の光 東ブクロ参戦ペアマッチ」（栃木県美摩城カントリークラブ[3]）：岡田圭右（ますだおかだ）、東ブクロ（さらば青春の光）、瀬戸晴加、臼井蘭世、亀山強、亀山奈那美
- 第17回 - 第20回（8月）「秋山真凜＆なみき参戦ペアマッチ」（栃木県TCC鶴カントリークラブ[4]）：岡田圭右（ますだおかだ）、秋山真凜、なみき、坪井ミサト、尾崎翔太、田中祐姫、ゆきな
- 第21回 - 第24回（9月）「阿部桃子＆日下部光隆プロ参戦ペアマッチ」（栃木県都賀カントリークラブ）：岡田圭右（ますだおかだ）、阿部桃子、奈奈、荻原菜乃花、日下部光隆、石関いづみ